# 大工哲弘
大工 哲弘（だいく てつひろ、1948年10月13日 - ）は沖縄県石垣市新川出身の八重山民謡の唄者（歌手）。琉球民謡音楽協会所属。現在は那覇市在住。
八重山農林高校卒業後、沖縄本島に渡り八重山民謡の大家・山里勇吉に師事。八重山民謡を基本にしながら世界の様々な音楽要素を取り入れて奥行きのある音楽世界を作り出し、海外公演歴も数多い。本州・北海道・九州など日本領内の他の島にも積極的に民謡教室を開き、教育面での功績も大きい。
またNHK沖縄放送局の『うちなぁジョッキー』にもレギュラー出演し、八重山民謡の解説などを担当していた。

## ディスコグラフィー
- とぅばらーま   (1976)
- ゆんたしょーら (1982)
- YUNTA & JIRABA (1993)
- ウチナージンタ (1994)
- 大工哲弘  (1995)
- ジンターナショナル (1996)
- 賜 八重山願いうた (2000)
- 伝（いやり）(2001)
- 蓬莱行 (2003)
- 結-八重山の風声 (2004)
- ジンターランド (2006)
- ガムラン-ユンタ (2009)
- 揚(agi) (2012)
- BLUE YAIMA (2013)
- 八重山歌謡全集　(2017）
- 唄綵（2018）

## 出演

### テレビドラマ
- 連続テレビ小説（NHK）
  - ちむどんどん　上原照賢役（第64-65回、第124回　2022年7月7-8日、2022年9月29日）